# Producción de antibióticos

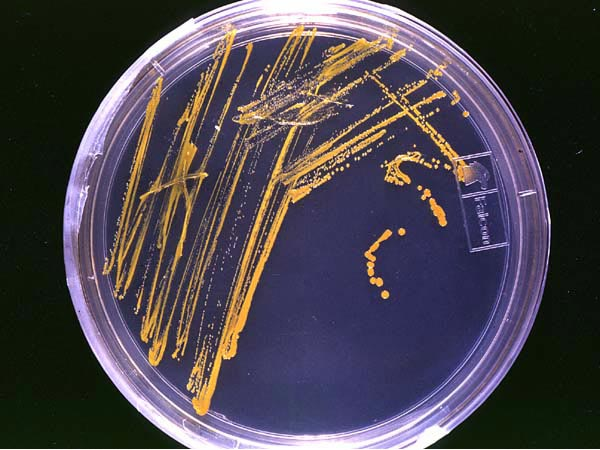
Placa de Petri con un cultivo bacteriano.

La producción de antibióticos ha sido extensa desde los esfuerzos pioneros de Florey y de Chain en 1939. La importancia de los antibióticos en la medicina ha conducido a la investigación para estudiarlos y producirlos de forma industrial.

## Identificación de antibióticos útiles
A pesar de la variedad amplia de antibióticos conocidos, menos del 1% de los agentes antimicrobianos tienen valor médico o comercial. El antibiótico más comúnmente conocido, la penicilina, tiene una toxicidad altamente selectiva y una gran importancia terapéutica porque las células animales eucarióticas no tienen peptidoglicano en su pared (que es el compartimento de acción de la penicilina). No pasa lo mismo en otros antibióticos (como los polienos, que afectan a la membrana, compartimento que procariotas y eucariotas comparten)
Para identificar los antibióticos útiles, se emplea un proceso sencillo denominado bioensayo. Con este método, los inhibidores de una gran cantidad de microorganismos se cultivan y después se prueban para la producción de los productos difusibles que inhiben el crecimiento de los organismos de la prueba. Los restos se deben probar para sus toxicidades selectivas y actividades terapéuticas, y los mejores candidatos pueden ser examinados y ser modificados posiblemente. Aun así, muchos potentes antibióticos son rechazados debido a los posibles efectos secundarios en el hombre. Una versión más moderna implica la búsqueda de nuevos productos naturales que inhiben blancos específicas (e.j. un paso particular de una ruta metabólico) en microorganismos.

## Técnicas de producción industrial
Se han desarrollado procedimientos de las tres clases comunes en farmacología:
- Fermentación.
- Semi-sintético.
- Sintético.

### Fermentación
El microorganismo productor se desarrolla en envases grandes (100.000-150.000 litros o más) que contienen un medio de cultivo líquido. La concentración de oxígeno, la temperatura, el pH y los niveles nutrientes deben ser óptimos dependiendo del microorganismo productor, pues los antibióticos son metabólicos secundarios (producidos en la idiofase) y el tamaño de la población se debe controlar muy cuidadosamente para asegurarse de que la producción máxima está obtenida antes de que las células mueran (quimiostato). Una vez que el proceso finalice, el antibiótico se debe extraer y purificar. Lo que sería simple de alcanzar, si el antibiótico es soluble en solvente orgánico. Si no, debe ser aislado, comúnmente por intercambio iónico, adsorción o precipitación química.

### Semi-sintético
Una forma común de producción de antibióticos en los tiempos modernos es semisintética. La producción semi-sintética de antibióticos es una combinación de fermentación natural y trabajo de laboratorio para maximizar el antibiótico. La maximización puede ocurrir a través de la eficacia del medicamento en sí, la cantidad de antibióticos producidos y la potencia del antibiótico que se produce. Dependiendo de la droga que se produce y el uso final de dicho antibiótico determina lo que se intenta producir.
Un ejemplo de producción semisintética implica el fármaco ampicilina, un antibiótico beta lactámico como la penicilina. La ampicilina se desarrolló mediante la adición de un grupo amino adicional (NH 2 ) al grupo R de la penicilina. Este grupo amino adicional le da a la ampicilina un espectro de uso más amplio que la penicilina. La meticilina es otro derivado de la penicilina y se descubrió a fines de la década de 1950, siendo la diferencia clave entre la penicilina y la meticilina la adición de dos grupos metoxi al grupo fenilo. Estos grupos metoxi permiten que la meticilina se use contra bacterias productoras de penicilinasa que de otra manera serían resistentes a la penicilina.

### Sintético
No todos los antibióticos son producidos por bacterias; algunos se hacen completamente sintéticos en el laboratorio. Estos incluyen la clase de quinolonas , de la cual a menudo se atribuye el ácido nalidíxico como el primero en ser descubierto. Como otros antibióticos antes, el descubrimiento del ácido nalidíxico se atribuye a un accidente, descubierto cuando George Lesher intentaba sintetizar cloroquina. Sin embargo, una investigación reciente sobre el origen de las quinolonas ha descubierto que una descripción de las quinolonas ocurrió en 1949 y que se presentaron patentes sobre quinolonas unos 5 años antes del descubrimiento de Lesher.

## Cepas usadas en la producción
Los microorganismos usados en la fermentación son raramente idénticos al tipo silvestre. Esto es porque las especies a menudo se modifican genéticamente para obtener las cantidades máximas de antibiótico. La mutación es utilizada a menudo, tales como radiación ultravioleta, agentes intercalantes o ciertos productos químicos. La selección y la reproducción adicional de las cepas de mayor rendimiento tras muchas generaciones pueden aumentar la producción 20 veces o más. Otra técnica usada para aumentar producciones de antibióticos es la amplificación del gen, donde las copias de los genes para las proteínas implicadas en la producción del antibiótico se pueden insertar nuevamente dentro de una célula, vía vectores tales como plásmidos.:)